# Gualta (Spagna)
Gualta è un comune spagnolo di 311 abitanti situato nella comunità autonoma della Catalogna.